# Rosa Branca

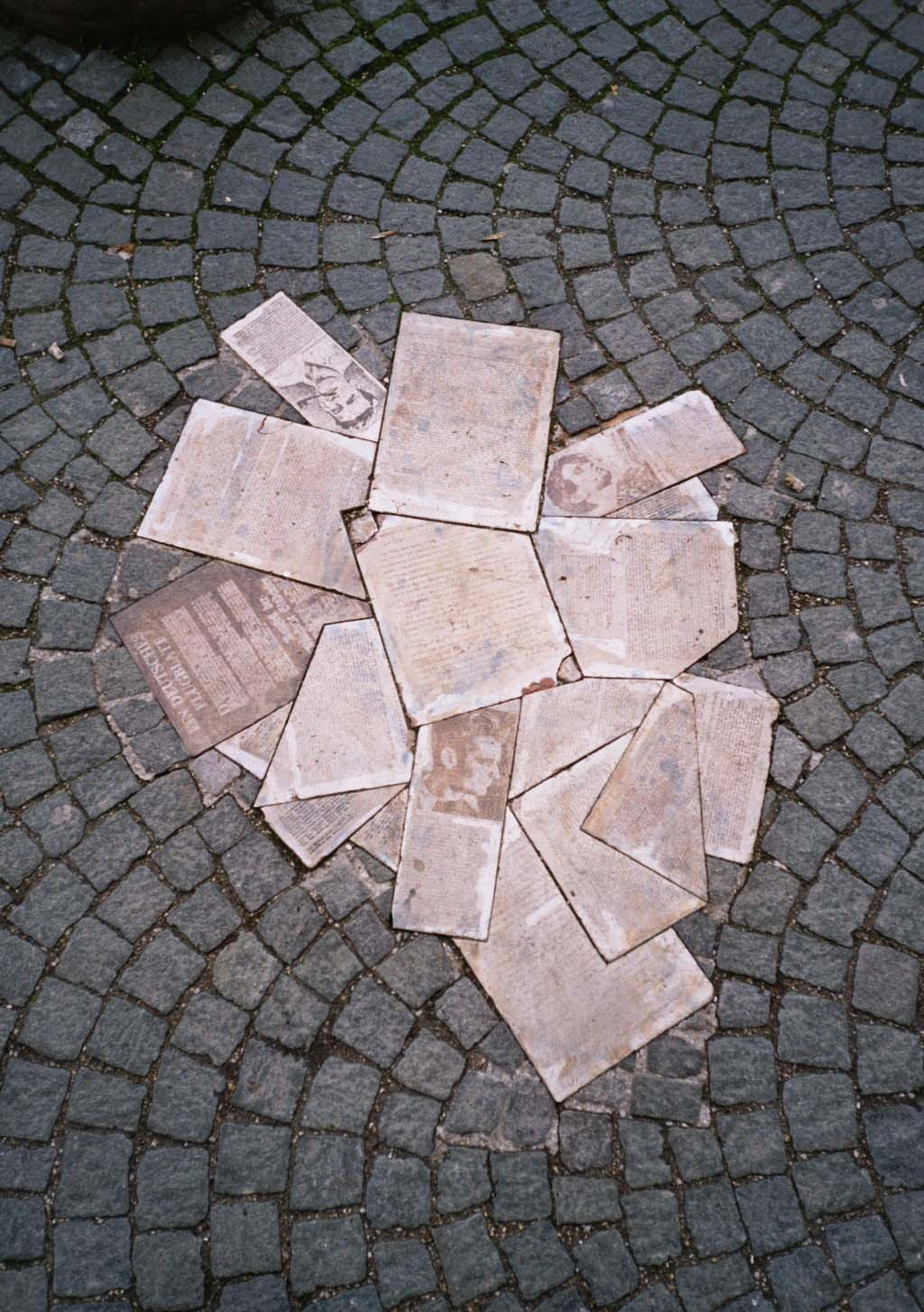
Monumento em homenagem ao movimento "Rosa Branca", em frente à Universidade Ludwig Maximilian em Munique.

Rosa Branca (em alemão: Weiße Rose) foi um movimento antinazista da resistência alemã, não-violento, de inspiração católica surgido na Alemanha durante a Segunda Guerra Mundial. Os seus membros mais notórios foram Sophie Scholl, Hans Scholl, Alexander Schmorell, Willi Graf, Christoph Probst e o Prof. Kurt Huber. Todos eles foram guilhotinados pela Gestapo em 1943 depois de Sophie ser presa com panfletos antinazistas. Seus panfletos tinham trechos do Apocalipse e frases antinazistas e eram deixados nas caixas de correio. Em julho de 1943, milhões de cópias do último panfleto da resistência, contrabandeado para o Reino Unido, foram lançadas sobre a Alemanha pelos aviões dos Aliados. Os membros da Rosa Branca, especialmente Sophie, tornaram-se ícones na Alemanha do pós-guerra.
Entre as homenagens feitas aos seus integrantes estão a rebatismo da principal sala da faculdade de Medicina das Forças Armadas da Alemanha (Bundeswehr), em Munique, de Hans Scholl, em 2012; e do complexo do Exército em Hochbrück de Christoph Probst, em 2019, além da moeda especial de Sophie Scholl em 2020.